# Franz Joseph Werfer

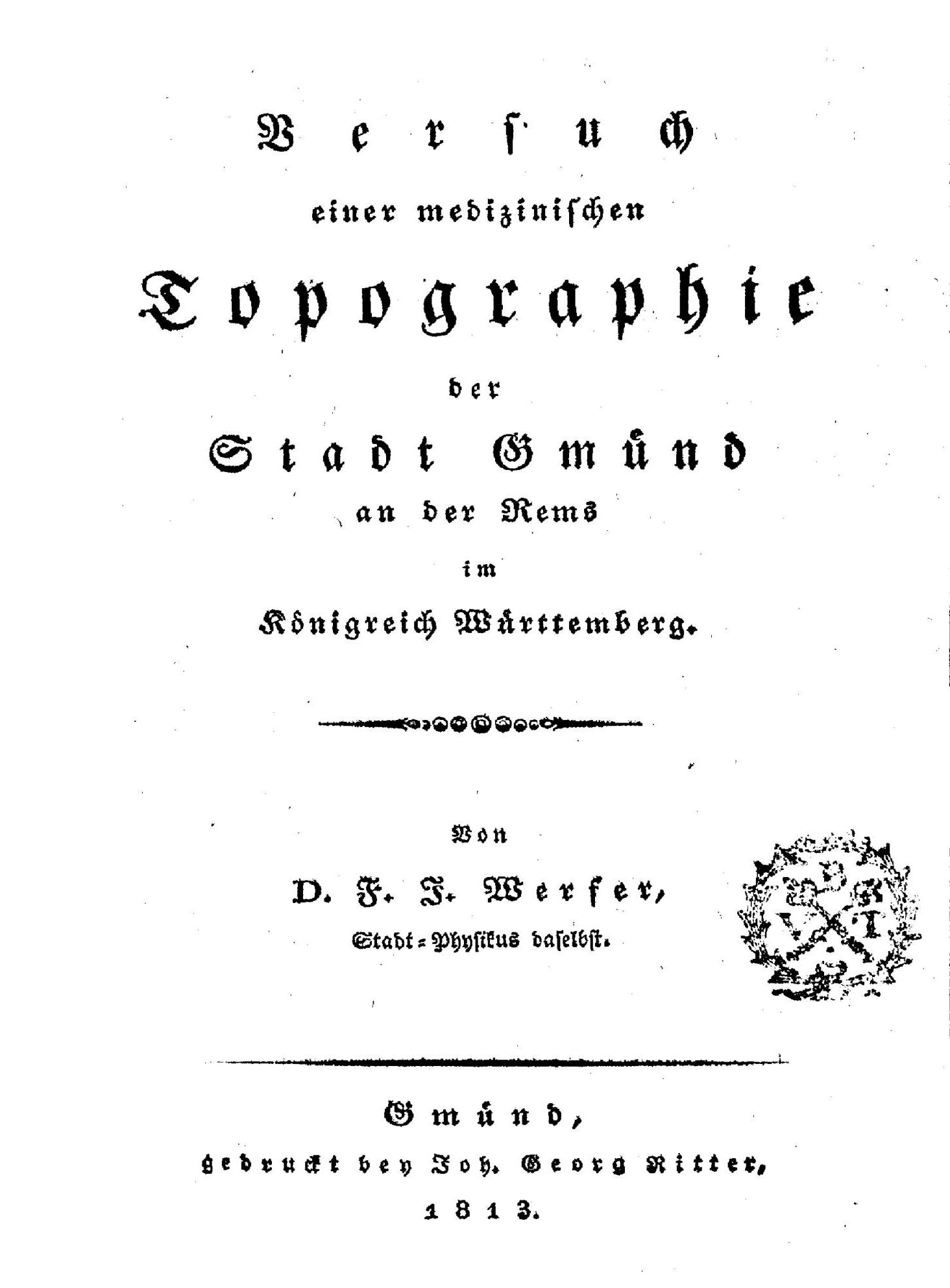
Titelseite des 1813 erschienenen Werks Versuch einer medizinischen Topographie der Stadt Gmünd

Franz Joseph Werfer (* 17. Dezember 1778 in Ellwangen; † 1. Juni 1823) war ein Arzt und Verfasser der medizinischen Topographie der Reichsstadt Gmünd.

## Leben
Werfer wurde in Landshut 1805 zum Doktor der Medizin promoviert. Er war, als er seine medizinische Topographie schrieb, zweiter Stadtarzt in Schwäbisch Gmünd (seit 1806). 1814 wurde er nach Neresheim versetzt. Ab 1817 amtierte er als Oberamtsarzt in Ellwangen.
Er war seit 1806 mit der Schwester Therese von Christoph von Schmid verheiratet. Sein Sohn war der Geistliche und Schriftsteller Albert Josef Benedikt Werfer.
Seine 1813 in Gmünd erschienene Schrift ist ein bemerkenswert frühes Zeugnis der medizinischen Landesbeschreibung.

## Werke
- Versuch einer medizinischen Topographie der Stadt Gmuend, verlegt von Joh. Georg Ritter, Gmünd 1813.